# Соковнін Олексій Миколайович
Олексій Миколайович Соковнін (Саковнін) (8 листопада 1851 — 8 грудня 1907, Мар'ївка (нині Баштанський район, Миколаївської області) — потомствений дворянин, представник роду Соковніних, великий землевласник в Херсонському повіті, домовласник в Миколаєві і Херсоні, громадський і адміністративний діяч. Миколаївський міський голова (1901–1904).

## Біографія

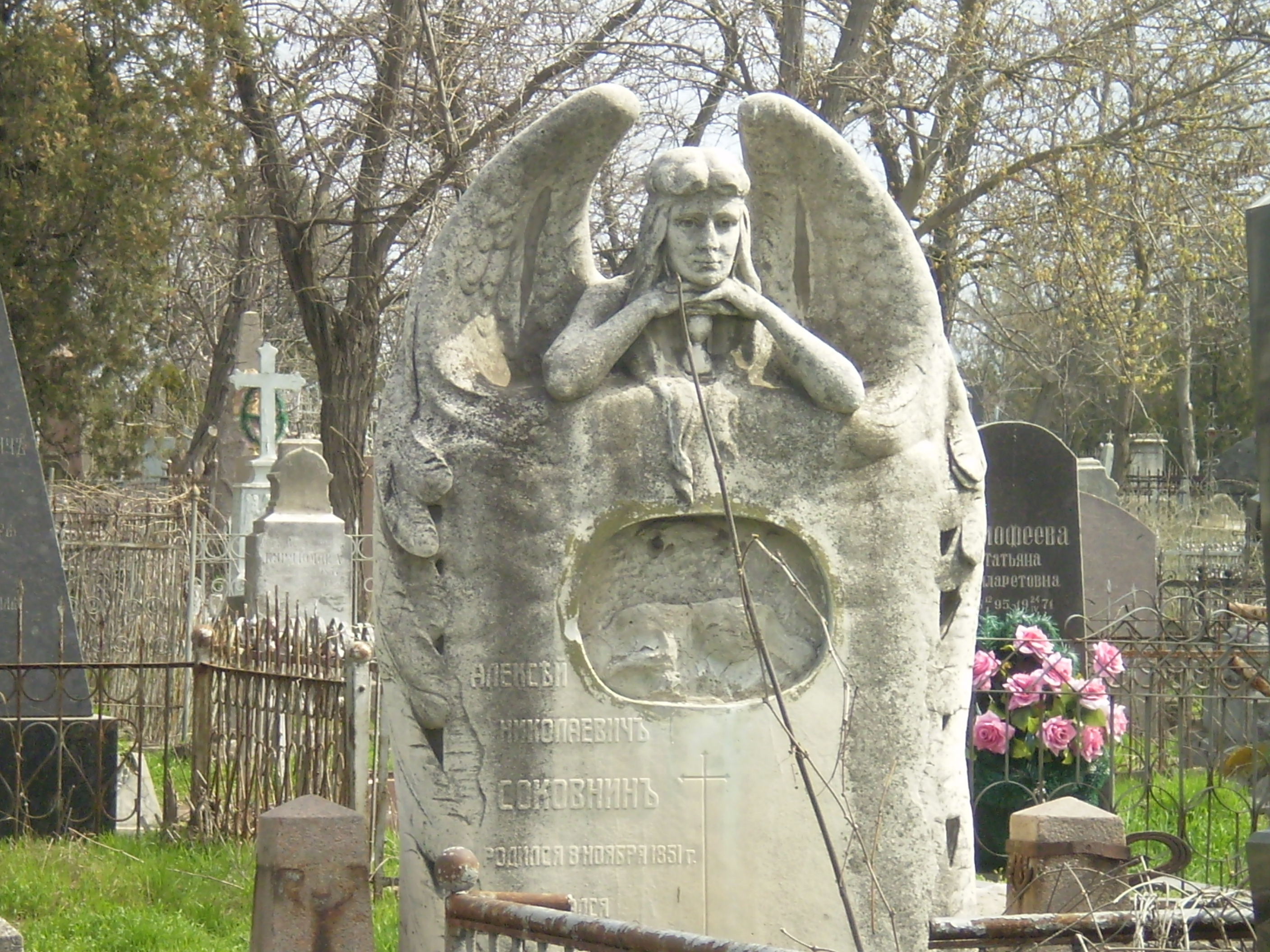
Могила О. М. Соковніна на Миколаївському міському некрополі

Народився в 1851 р. Батько — Соковнін Микола Михайлович, на той час був командиром 60-гарматного фрегата «Сизополь», згодом віце-адмірал. Закінчив класичну гімназію у місті Санкт-Петербурзі. Випускник фізико-математичного факультету Новоросійського університету в Одесі.
З 1879 проживав у власному будинку по вулиці Потьомкінській, 27 у м. Миколаєві. З 1883 регулярно обирався гласним Херсонського повітового і губернського земських зборів і мировим суддею. У серпні 1901 обраний гласним губернського земства від Миколаєва і почесним мировим суддею по Відомству Міністерства юстиції. Трохи раніше, у травні того ж року, вступив на посаду Миколаївського міського голови. У травні 1904 залишив цю посаду у зв'язку з переїздом до Санкт-Петербурга і призначенням на пост Керуючого відділом міського господарства при Головному управлінні у справах місцевого господарства. Під час проживання у Миколаєві, був також головою Миколаївського відділення Імператорського Російського музичного товариства.
З 1906 — член Державної ради, найвищого законодавчого органу Російської імперії, від Херсонського земства.
Помер у своєму маєтку Мар'ївка. Похований на Миколаївському міському некрополі.